# Simona Molinari
Pour les articles homonymes, voir Molinari.
Simona Molinari (née le 23 février 1983 à Naples) est une chanteuse et auteure-compositrice-interprète italienne.

## Biographie
Née à Naples le 23 février 1983, Simona Molinari aime le jazz américain depuis son enfance. Elle l’étudie à Naples et à Rome. Elle déménage avec sa famille à L’Aquila, où elle obtient son diplôme au conservatoire Alfredo Casella.
C’est en 2005 qu’elle commence à connaître le succès, lorsqu’elle obtient le prix de la meilleure chanteuse au Premio 25 Aprile.
Elle collabore aussi au théâtre avec Michele Placido, Caterina Vertova et Edoardo Siravo.
En 2008, elle fait sa première tournée au Canada, et l'année suivante, elle participe au Festival de Sanremo ; lors de la soirée des duos elle chante avec Ornella Vanoni. C’est cette même année qu’elle sort son premier disque : Egocentrica.
À l’occasion du séisme de 2009 à L'Aquila, elle écrit et chante, avec le pianiste Nazzareno Carusi, la chanson Ninna Nanna, et offre tous ses cachets en signe de solidarité.
En juin 2010 est publié son deuxième disque Croce e delizia, dans lequel elle chante Amore a prima vista encore une fois en duo avec Ornella Vanoni. Pour cette chanson, elle reçoit le prix de « meilleur jeune artiste » aux Wind Music Awards 2010,.
En octobre 2011 est publié son troisième disque Tua, anticipé da les chansons Forse et In cerca di te.

### Discographie
- 2009 : Egocentrica
- 2010 : Croce e delizia
- 2011 : Tua
- 2013 : La felicità
- 2015 : Casa Mia